# IC 21
IC 21 је спирална галаксија у сазвјежђу Кит која се налази на листи објеката дубоког неба у Индекс каталогу.
Деклинација објекта је - 0° 9' 49" а ректасцензија 0h 29m 10,4s. Привидна величина (магнитуда) објекта IC 21 износи 15,2 а фотографска магнитуда 16,0. IC 21 је још познат и под ознакама MCG 0-2-53, PGC 1785.